# Антоновка (Бижбулякский район)
Антоновка (баш. Антоновка) — деревня в Бижбулякском районе Республики Башкортостан Российской Федерации. Входит в состав Елбулактамакского сельсовета.

## География

### Географическое положение
Расстояние до:
- районного центра (Бижбуляк): 18 км,
- центра сельсовета (Елбулактамак): 15 км,
- ближайшей ж/д станции (Приютово): 55 км.

## Население
| 2002 | 2009 | 2010 |
| ---- | ---- | ---- |
| 38   | ↘30  | ↘22  |

Согласно Всероссийской переписи населения 2002 года, преобладающая национальность — русские (55%).